# 裴之橫
裴之横（515年—555年），字如岳，河东郡闻喜县（今山西省运城市闻喜县）人，裴邃的哥哥南朝梁中散大夫裴髦的第十三子，裴之高、裴之平的弟弟。
裴之横年轻时喜欢賓客遊士，重侠气，不事产业。裴之高因为他放纵，狭被野菜蔬食激厉他。裴之横叹道：“大丈夫富贵，必作百幅被。”与家僮数百人，在芍陂大营田墅种地，以致殷富。皇太子蕭綱听说後，赞扬了他。裴之横被任命为河東王常侍、直殿主帥，转任直閤将軍。
太清二年（548年），侯景之乱爆发，裴之横为貞威将軍，随鄱陽王蕭範讨伐侯景。侯景渡長江，裴之横跟着蕭範長子蕭嗣救援建康。连营渡淮水，据东城。太清三年（549年），台城陷落，裴之横退回合肥。大宝元年（550年），跟随蕭範西上赴湓城。侯景派遣任約攻打晋熙郡，蕭範派遣裴之横救援，没有到达，蕭範去世，裴之横回军。
尋陽王蕭大心在江州，蕭範副将梅思立暗中迎蕭大心进入湓城。裴之横斬梅思立，阻挡蕭大心，蕭大心于是以江州归降侯景。裴之横率軍与兄长裴之高一起归順湘東王蕭繹。蕭繹承制，任命裴之横为散骑常侍、廷尉卿，出为河东内史。大宝二年（551年），又随王僧辩在巴陵抵御侯景，侯景撤退，裴之横转任持节、平北将军、东徐州刺史，中护军，封豫寧侯。又随王僧辩追击侯景，平定郢州、魯州、江州、晋州，一直在前锋陷阵。大宝三年（552年），抵达石頭城，击败侯景。侯景東逃，王僧辩令裴之横与杜崱入守台城。十月，陸納据湘州反乱。承聖二年（553年）正月，裴之横跟随王僧辩南讨，阵斩陸納部将李賢明。在硤口击败武陵王蕭紀。召還江陵，被任命为吴兴郡太守。作百幅被，以成其初志。
承聖三年十二月辛未（555年1月27日）、西魏軍攻克江陵，梁元帝蕭繹敗死。承聖四年（555年）二月、王僧辩、陳霸先在建康拥立晋安王蕭方智。三月，北齐上党王高涣拥立貞陽侯蕭淵明攻打东关。蕭方智承制，任命裴之横为使持节、镇北将军、徐州刺史，都督众军，给鼓吹一部，出守蕲城。裴之横营垒没有建好，北齐军至，兵尽矢穷，裴之横战死，享年四十一岁。追赠侍中、司空公，谥号忠壮。
其子裴凤宝嗣爵。